# Ibeyi
Ibeyi ist ein französisch-kubanisches Musikduo, das aus den Zwillingsschwestern Lisa-Kaindé und Naomi Díaz besteht.

## Bandgeschichte
Seit 2013 ist das Duo bei dem britischen Musiklabel XL Recordings unter Vertrag.
Ibeyi singen ihre Texte auf Englisch, Französisch, Spanisch und auf Yoruba, einer nigerianischen Sprache, die im Zuge des Sklavenhandels im 18. Jahrhundert nach Kuba kam. Ibeyi ist auf Yoruba das Wort für Zwillinge.
Lisa-Kaindé und Naomi Díaz sind Töchter des kubanischen Perkussionisten Miguel „Angá“ Díaz, der Mitglied im Buena Vista Social Club war. Nach seinem Tod im Jahr 2006 begannen die Zwillinge im Alter von 11 Jahren das von Angá gespielte Cajón und die Volkslieder der Yoruba zu erlernen. Im Februar 2015 veröffentlichten sie im Alter von 19 Jahren ihr Debütalbum.

## Diskografie
Alben
- Ibeyi (2015)
- Ash (2017)
- Spell 31 (2022)

EPs
- Oya EP (2014)

Lieder
- Exhibit Diaz (2015)
- River (2015)
- Away Away (2017)
- Deathless (featuring Kamasi Washington, 2017)
- This Is Not America (Residente featuring Ibeyi, 2022)